# Хмелевка (Холмецкое сельское поселение)
Хмелевка — деревня в Оленинском муниципальном округе Тверской области России. До 2019 года входила в состав ныне упразднённого Холмецкого сельского поселения.

## География
Деревня находится в юго-западной части Тверской области, в зоне хвойно-широколиственных лесов, к югу от автодороги 28Н-1136, на расстоянии примерно 12 километров (по прямой) к северу от Оленина, административного центра округа.

### Часовой пояс
Деревня Хмелевка, как и вся Тверская область, находится в часовой зоне МСК (московское время). Смещение применяемого времени относительно UTC составляет +3:00.

## Население
| 2010 |
| ---- |
| 0    |